# Bożyków (gmina)
Gmina Bożyków – dawna gmina wiejska funkcjonująca w latach 1941–1944 pod okupacją niemiecką w Polsce. Siedzibą gminy był Bożyków.
Gmina Bożyków została utworzona przez władze hitlerowskie z terenów okupowanych przez ZSRR w latach 1939–1941, należących przed wojną do (zniesionej) gminy Litwinów w powiecie podhajeckim w woj. tarnopolskiem (oprócz miejscowości Łysa, włączonej do gminy Zawałów). Gmina weszła w skład powiatu brzeżańskiego (Kreishauptmannschaft Brzeżany), należącego do dystryktu Galicja w Generalnym Gubernatorstwie. W skład gminy wchodziły miejscowości: Boków, Bożyków, Litwinów, Rudniki, Siółko Bożykowskie, Sławentyn, Szumlany i Wołoszczyzna.
Po wojnie obszar gminy wszedł w struktury administracyjne ZSRR.